# Хамді Касрав'ї
Хамді Касрав'ї (араб. حمدي القصراوي, *нар. 18 січня 1983, Сус) — туніський футболіст, воротар клубу «Сфаксьєн».

## Клубна кар'єра
У дорослому футболі дебютував 2003 року виступами за команду клубу «Есперанс», в якій провів шість сезонів, взявши участь у 135 матчах чемпіонату.  Більшість часу, проведеного у складі «Есперанса», був основним голкіпером команди.
Своєю грою за цю команду привернув увагу представників тренерського штабу клубу «Ланс», до складу якого приєднався 2009 року. Відіграв за команду з Ланса наступні три сезони своєї ігрової кар'єри.
До складу клубу «Сфаксьєн» приєднався 2013 року.

## Виступи за збірну
У 2005 році дебютував в офіційних матчах у складі національної збірної Тунісу. Наразі провів у формі головної команди країни 36 матчів.
У складі збірної був учасником розіграшу Кубка Конфедерацій 2005 року у Німеччині, чемпіонату світу 2006 року у Німеччині, Кубка африканських націй 2006 року в Єгипті, Кубка африканських націй 2008 року у Гані.